# La Risa (revista de Editorial Marco)
La Risa Infantil (y tras la Guerra Civil, simplemente La Risa) fue un tebeo humorístico publicado en España entre 1925 y 1966 por Editorial Marco, el más importante de los suyos. Contó con tres épocas diferenciadas:

## Primera época: 1925-1936
El editor Marco Debón lanzó La Risa Infantil en 1925. Con un tamaño de 35 × 26 cm., rondó los 641 números. Incluyó las siguientes series:
| Aparición | Números | Título                                                     | Autoría             | Comentario       |
| --------- | ------- | ---------------------------------------------------------- | ------------------- | ---------------- |
| 1930      |         | Tom, el dominador del universo                             | José María Canellas | Francisco Darnís |
| 1933      |         | Las hazañas de Nick, pecho de hierro                       | José María Canellas | Francisco Darnís |
| 1933      |         | Sam el Gigante en la terrible isla de los hombres caimanes | José María Canellas | Marc Farell      |

## Segunda época: 1952-1962
En 1952 se inició una segunda época de "Páginas Humorísticas de Ediciones La Risa", que constó de 227 números, aproximadamente. A un precio de 1,30 pesetas, incluía entonces 16 páginas de 27 × 21cm, todas en blanco y negro, excepto las dos portadas y la doble página central, que se presentaban a todo color y en bicromía, respectivamente. Era una publicación ecléctica, que sumaba influencias del TBO, la Escuela Bruguera y la última etapa de Chicos. Así, J. Rizo realizaba para la portada un chiste panorámico, a la manera de Opisso. Otras secciones eran:
| Aparición | Números | Título                                       | Autoría                      | Comentario |
| --------- | ------- | -------------------------------------------- | ---------------------------- | ---------- |
| 1952      |         | Bob-Ayna y Pat Acón, los héroes del Batallón | Emilio Boix                  |            |
| 1952      |         | Rufo-Rufa                                    | Pedro Alférez                |            |
| 1952      |         | Tóntilo Idiótez                              | Pedro Alférez                |            |
| 1952      | 17-     | Kokolo                                       | Francisco Ibáñez, luego Pont | Nueva      |
| 1953      |         | Levy Berzotas                                | Raf                          |            |

A partir de su número 62, costó 1,40 pesetas e incluyó nuevas series:
| Aparición | Números | Título                                                | Autoría                         | Comentario                              |
| --------- | ------- | ----------------------------------------------------- | ------------------------------- | --------------------------------------- |
| 1954      | 62      | Aventuras de Shelo Comes                              | Emilio Boix                     |                                         |
|           | 62      | Inventos práctico-deportivos del profesor Kal-Abacete |                                 | Inspirada en Inventos prácticos del TBO |
|           | 62      | La familia Tranquilino                                | José Rizo                       |                                         |
|           | 62      | Nicomedes Camueso                                     | Emilio Boix                     |                                         |
| 1955      |         | Don Usura                                             | Francisco Ibáñez                | Nueva                                   |
| 1955      |         | Haciendo el indio                                     | Francisco Ibáñez, luego Cebrián |                                         |

Hacia el número 90 incorporó nuevas series y autores, decantándose por un estilo cada más cercano al de la Escuela Bruguera:
| Aparición | Números | Título                                       | Autoría                    | Comentario |
| --------- | ------- | -------------------------------------------- | -------------------------- | ---------- |
| 1956      |         | Loquito tontuelo                             | Raf                        |            |
| 1956      |         | Curiosidades y rarezas de todo el mundo      | Carlos Bech/Ibáñez         |            |
| 1956      | 125     | Pilaropo al servicio de las damas            | Ángel Badía                |            |
| 1956      |         | La Familia Repollino                         | Francisco Ibáñez, Esparch  |            |
| 195-      |         | Vive como puedas                             | Gin                        | Nueva      |
|           | 149     | El malvado Dr. Cianuro y su ayudante Panduro | Nene Estivill              |            |
| 1957      | 149     | Sherlock Gómez                               | Raf                        |            |
|           | 149     | Hogar, dulce hogar                           | Carlos Bech/Martínez Osete |            |
| 1958      |         | Follón City                                  | Gin                        | Nueva      |

En 1957 Ibáñez, Nené Estivill y Raf fueron reclamados por la Editorial Bruguera, que acababa de sufrir la marcha de algunas de sus estrellas para fundar Tío Vivo. La Risa decayó, recurriéndose a la reedición de material antiguo y al aumento del número de páginas.
| Aparición | Números | Título                      | Autoría           | Comentario |
| --------- | ------- | --------------------------- | ----------------- | ---------- |
| 1958      |         | Los piratas del Queen Pepet | Jorge Pineda Bono |            |

## Tercera época: 1963-1967
Durante su tercera época, editada por Olivé y Hontoria, mantuvo un tamaño de 26 × 21 cm y rondó los 85 números. Abundó en las reediciones de material antiguo, e incluyó también material británico procedente de Bardon-Fleetway.
| Aparición | Números | Título             | Autoría          | Comentario                    |
| --------- | ------- | ------------------ | ---------------- | ----------------------------- |
|           |         | Diario de Buster   |                  |                               |
|           |         | Daniel el Travieso | Hank Ketcham     | Tira de prensa estadounidense |
|           |         | Melenas            | Francisco Ibáñez | Reedición                     |